# Wehr, Ahrweiler
Wehr là một đô thị thuộc huyện Ahrweiler, trong bang Rheinland-Pfalz, phía tây nước Đức. Đô thị Wehr, Ahrweiler có diện tích 9,92 km², dân số thời điểm ngày 31 tháng 12 năm 2006 là 1132 người.